# Metaverzum
Pojam Metaverzum (eng. Metaverse) dolazi od dvije riječi “meta” (iz grčkog μετά, latinski meta) što se može prevesti kao “nakon” ili “dalje” i često se upotrebljava za nešto što se nadilazi.
Druga riječ je “universe” što na engleskom označava svemir.
Metaverse je koncept koji se definira na razne načine a najčešće se opisuje kao virtualni prikaz stvarnog svijeta kojem svaka osoba može pristupiti putem interneta (opis metaverzuma)

## Definicija Metaverzuma
Postoji nekoliko definicija koje pokušavaju objasniti suštinu metaverzuma:
- Metaverzum je mreža virtualnih, 3D okruženja u kojima ljudi mogu komunicirati jedni s drugima i digitalnim objektima, dok upravljaju avatarima, odnosno digitalnim verzijama samih sebe.[2]
- Metaverzum je digitalna stvarnost koja kombinira elemente društvenih mreža, online igara, proširene stvarnosti, virtualne stvarnosti i kriptovaluta pomoću kojih omogućuje virtualnu interakciju.[3]
- Metaverse je konceptualna verzija buduće verzije interneta koja će razvojem tehnologije koristiti proširenu stvarnost (AR), virtualnu stvarnost (VR), video kako bi omogućila svim korisnicima interakciju u digitalnom svijetu.

## Elementi Metaverzuma
Tehnologija koja bi trebala pokrenuti jedan metaverzum još uvijek nije dovoljno razvijena. Jednom kada to bude moguće, očekuje se da će metaverzum postati virtualno mjesto u kojem će ljudi moći obavljati većinu aktivnosti kao u stvarnom životu.
Očekuje se da će Metaverse imati nekoliko važnih elemenata:
- iskustvo stvarnog života - metaverzum će biti mjesto u kojem će se sve odvijati u stvarnom vremenu. Svaki korisnik imat će vlastitu “presliku” u digitalnom obliku (eng. avatar).
- operativnu ekonomiju - individualci i kompanije će moći kreirati i monetizirati sadržaj, ulagati, kupovati i prodavati, te biti nagrađeni za određene radnje.
- interoperabilnost podataka - mogućnost da digitalnu imovinu ili vlastiti lik lako transferirate iz jednog meaverzuma u drugi.

## Tehnologija
Metaverzum je još uvijek u konceptualnoj fazi. Trenutno, najbliže onome što bi metaverzum trebao biti može se iskusiti uz pomoć VR tehnologije (VR naočale) i aplikacija za proširenu stvarnost (AR).
Međutim to je tek djelić onoga što bi Metaverzum trebao biti i kako bi trebao izgledati.
Prema tehnološkim ekspertima svaki Metaverzum trebao bi imati:
- obilježja Interneta - za razliku od današnjeg interneta Metaverzum bi bio decentralizirana mreža računala koju ne regulira centralno tijelo
- otvorene standarde za upotrebu i kreiranje medija - mogućnost kreiranja slika, videa, 3D grafike i scena, vektora i svih ostalih sadržaja u svim mogućim formatima.
- open source protokol (softver otvorenog koda)[5]
- Uređaje koji omogućuju korisniku prikaz proširene stvarnosti
- Blockchain mreže i smart contract platforme koje će omogućiti decentraliziranost i transparentnost unutar sustava.

## Potencijalni rizik
Mnogi stručnjaci upozoravaju da bi se kreiranjem metaverzuma mogli pojaviti sporovi oko intelektualnog vlasništva, zaštite podataka korisnika, licenciranja sadržaja i rizika upotrebe digitalne imovine.

## Područja primjene Metaverzuma
U posljednje dvije godine većina aktivnosti koje se tiču rada i druženja su se preselila u online okruženje. Nova, poboljšana verzija interneta će imati veliki učinak na društvo u cjelini. Stručnjaci iz svih gospodarskih grana će se suočiti s novim izazovima ali i novim prilikama. Ako se tehnologija razvije metaverzum će otvoriti nove horizonte za društvo.
Grane za koje se smatra da će biti pod najvećim utjecajem metaverzuma:
- Ekonomija
- Obrazovanje
- Kultura
- Zabava